# Pontão
Pontão is een gemeente in de Braziliaanse deelstaat Rio Grande do Sul. De gemeente telt 4.040 inwoners (schatting 2009).